# Didymosphenia geminata
Espèce
Synonymes
- Echinella geminata Lyngb., 1819
- Gomphonema geminatum (Lyngb.) C. Agardh, 1824

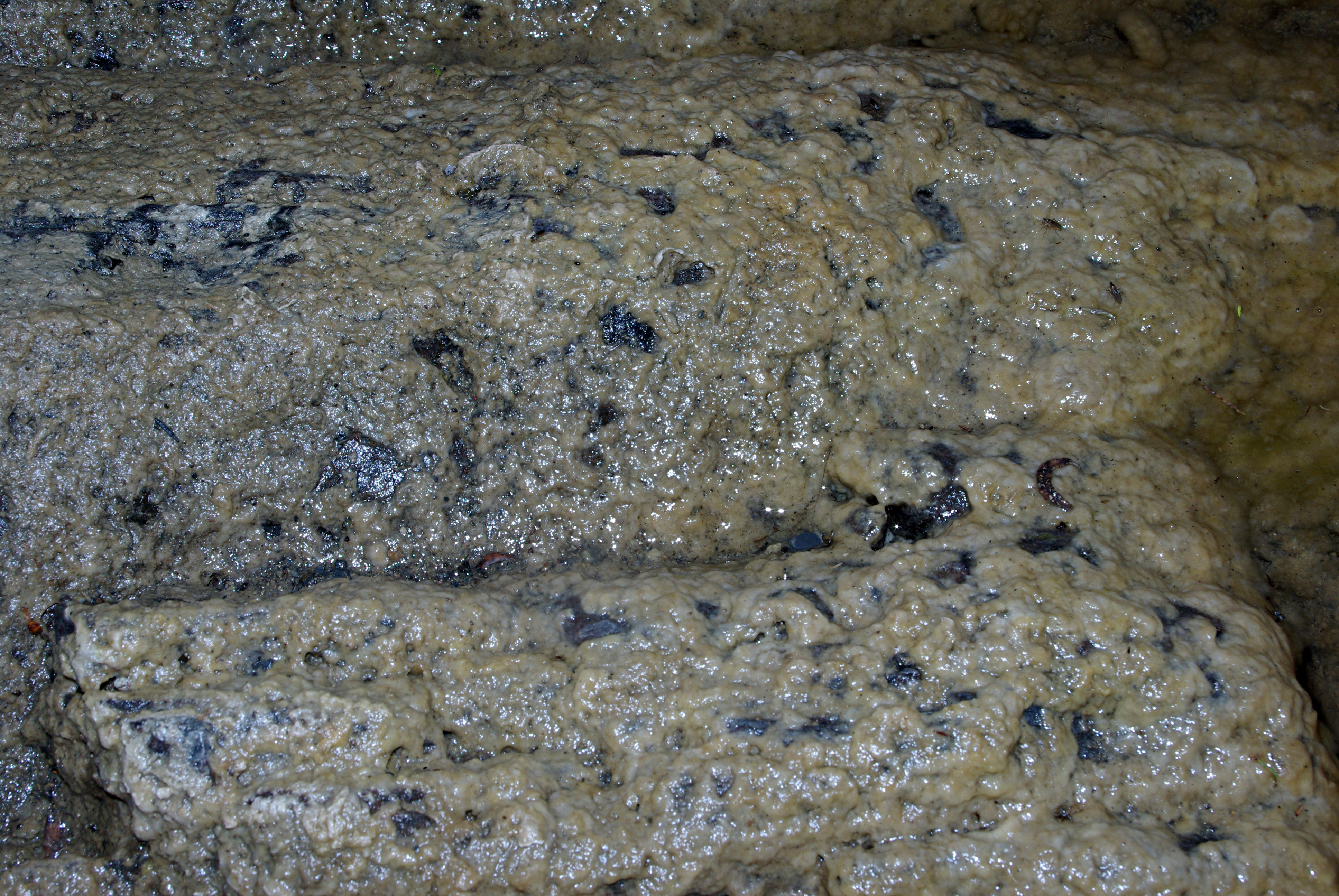
Roches recouvertes par l'algue Didymo en bordure d'une rivière espagnole.

Didymosphenia geminata, dénommée couramment en anglais : didymo ou « rock snot » (« morve des rochers »), est une espèce de diatomées de la famille des Gomphonemataceae, et qui produit des nuisances en développant des efflorescences algales dans l'eau des rivières et des ruisseaux, dont la température reste froide avec un faible taux de nutriments. C'est une espèce native de l'hémisphère Nord, et qui est considérée comme une espèce envahissante en Australie, en Nouvelle-Zélande et aussi au Chili. Bien que de caractère autochtone, elle a pris un aspect envahissant depuis les années 1980. Elle n'est pas considérée comme un risque significatif pour la santé humaine, mais elle peut affecter les ruisseaux qui sont l'habitat et la source de nourriture des poissons et provoquer des réactions déplaisantes. Cette algue microscopique peut se développer dans une seule goutte d'eau.

## Description

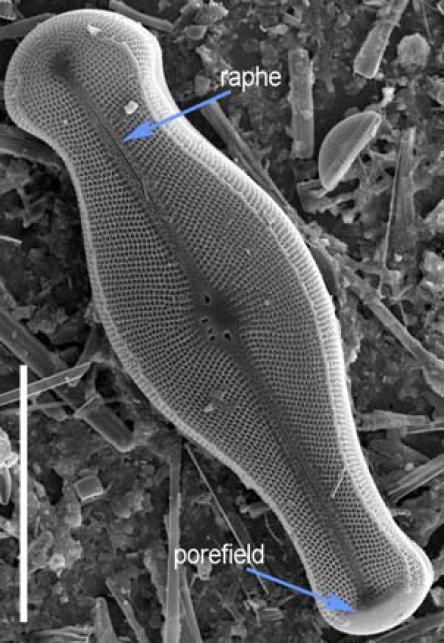
image au microscope électronique de la membrane siliceuse d'une algue Didymosphenia geminata. La barre d'échelle représente 50 μm. Image de Sarah Spaulding, USGS.

Didymosphenia geminata est une espèce de diatomées, qui sont des organismes unicellulaires à parois formées de silicate (SiO2). Le cycle de la vie de cette diatomée comprend à la fois des formes végétatives et des formes reproductives, bien que l'état sexué ne soit pas encore bien documenté actuellement[Quand ?]. Il existe une symétrie seulement le long de l'axe apical , typique des diatomées gomphonémoïdes. Elle présente une forme cymbelloïde, qui est typiquement symétrique le long de ses deux axes primaires. Les cellules contiennent un raphé, qui lui permet de se déplacer sur les surfaces et un pore apical à travers lequel un pédoncule de mucopolysaccharide peut être sécrété.
Le pédoncule peut s'accrocher aux rochers, aux plantes ou toute autre surface immergée. Quand les cellules de la diatomée se divisent, lors de la multiplication végétative, le pédoncule se divise aussi, formant parfois des masses de pseudopodes branchés. La nuisance de ces formations n'est pas liée à la cellule elle-même, mais à leur production massive de pédoncules extracellulaires. Les substances extracellulaires polymériques (EPS), qui forment les pédoncules sont constituées initialement de polysaccharides et de protéines, formant une structure complexe, multi-couches qui résiste à la dégradation naturelle.

## Extension naturelle
La distribution initiale de D. geminata est formée des régions froides de l'hémisphère nord, comprenant les rivières des forêts du nord et des régions alpines de l'Europe, de l'Asie et une partie de l'Amérique du Nord. Jusqu'à sa découverte récente en Nouvelle-Zélande, où elle a été introduite, elle n'avait jamais auparavant été trouvée dans l'hémisphère sud. La distribution de « didymo » lors des deux dernières décennies apparait comme étant graduellement extensive en dehors de sa zone naturelle. Même dans cette zone d'extension naturelle, il a été rapporté une croissance excessive des aires où elle existait précédemment en faibles concentrations.

## Distribution habituelle

### Amérique du Nord

#### Canada

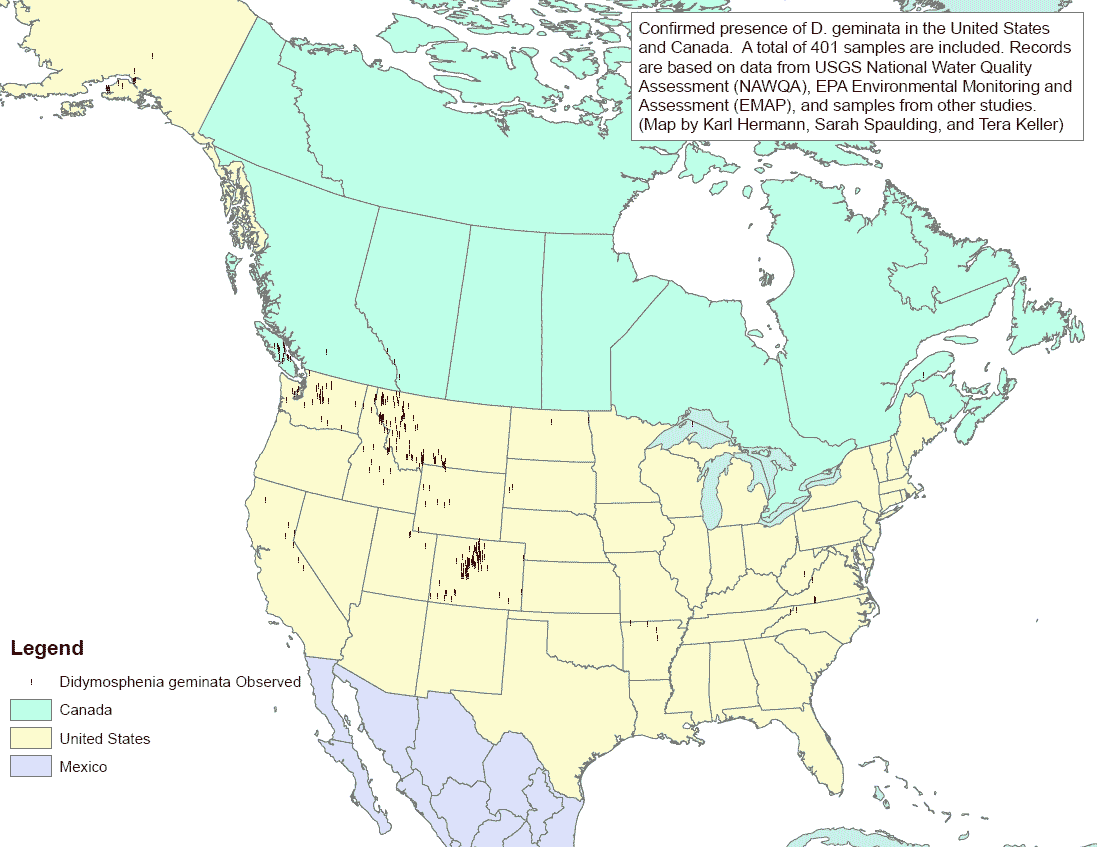
Carte de sa distribution - Présence confirmée de Didymosphenia geminata aux États-Unis et au Canada

Alberta : La présence rapportée auparavant de façon anecdotique d’efflorescences de D. geminata dans les rivières de l'Alberta survint dès le milieu des années 1990 (sur la partie supérieure du cours de la rivière Bow dans le parc national de Banff). La présence de Didymo et de formations d’efflorescences ont été documentées pour la plupart des rivières du sud du bassin de la Saskatchewan au cours des dernières années (2005 jusqu'à aujourd'hui).[réf. souhaitée]
Colombie-Britannique : D. geminata a été signalé pour la première fois comme espèce nuisible à la fin des années 1980 sur l'île de Vancouver. Depuis cette époque, une extension de didymo a été signalé sur l'île mais aussi sur le continent.
Québec : La présence de D. geminata fut rapportée officiellement pour la première fois en 2006 mais un rapport récent démontre qu'elle était déjà présente dans les sédiments datant des années 1970 au moins.
Nouveau-Brunswick : La présence de D. geminata fut rapportée en 2007.

#### États-Unis
Arkansas : À la fin du printemps et au début de l'été 2005, D. geminata a été retrouvée directement sous le barrage de Bull Shoals sur la White River. Le département de la qualité de l’environnement de l'Arkansas a signalé une atteinte de la rivière sur une longueur de 13 miles.
Californie : D. geminata a été retrouvée au nord de la Californie depuis un certain temps et de façon habituelle dans les confluences tant au nord qu'au sud de la rivière Yuba. Elle peut être aussi retrouvée dans les réservoirs comme au lac Shasta, au réservoir de Bullard's Bar et au lac de Scotts Flat.
Connecticut : En 2011 des pêcheurs à la ligne ont rapporté la présence d’efflorescence de D. geminata dans la branche ouest de la rivière Farmington auprès du Connecticut Department of Energy and Environmental Protection (en).
Idaho : Selon le département de la pêche de l'Idaho, D. geminata a été identifiée le long de la berge sud de la rivière Boise depuis plusieurs années. Les biologistes ne peuvent pas dire de façon sûre si elles sont natives ou si elles sont apparues il y a 10 ou 15 ans.
Kentucky : D. geminata a été retrouvée dans la rivière Cumberland en amont du barrage de Wolf Creek dans la zone de Crocus Creek en 2008. L'État du Kentucky a interdit l'utilisation des cuissards pour éviter la dissémination de ces organismes.
Maryland : En mai 2008, D. geminata a été retrouvée dans la rivière Gunpowder dans le comté de Baltimore dans le Maryland. En décembre 2009, elle a été retrouvée dans la rivière Savage River dans l'ouest du Maryland. En mai 2012, la présence a été confirmée dans la Big Hunting Creek dans le comté de Frederick.
Missouri : Il n'y a pas de contamination actuellement connue dans les ruisseaux de cet État. La présence la plus proche est située dans la rivière White River dans l'Arkansas, juste au sud du Missouri.
New Hampshire : Durant l'été de 2007, D. geminata a été découverte pour la première fois dans le New Hampshire dans le fleuve Connecticut près de Pittsburg.
New York : En aout 2007, D. geminata a été découverte pour la première fois dans une section de Batten Kill (en), un affluent de l'Hudson tributaire du comté de Washington. Elle a aussi été découverte dans l’Esopus Creek dans les Catskills.[réf. souhaitée]
Pennsylvanie : la présence de D. geminata a été confirmée dans le fleuve Delaware. En 2012, sa présence a été confirmée dans la rivière Youghiogheny. En 2013, le département de protection environnementale de Pennsylvanie a émis une alerte après la découverte dans la Pine Creek, dans le Lycoming County.
Dakota du Sud : D. geminata est présente dans les rapides de Rapid Creek depuis au moins 2005, et est suspectée d'être responsable du déclin significatif des populations de truites brunes. Elle est aussi présente de façon moins étendue dans d'autres rivières.
Tennessee : D. geminata a été retrouvée dans les eaux des barrages de Norris, Cherokee (en), Wilbur (en) et les installations hydroélectriques de South Holston (en) en 2005. C'était la première découverte aux États-Unis à l'est du Mississippi.
Vermont : En juin 2007, D. geminata a été découverte dans la rivière Connecticut près de Bloomfield. C'est le premier enregistrement de la découverte de sa présence dans un État du nord des États-Unis. Le premier signalement fut rapporté par un guide de pêche et confirmé par le Dr Sarah Spaulding, un expert des didymos de Denver.
Virginie : D. geminata a été identifiée dans l'ouest de la Virginie pendant l'été de 2006 dans les rivières Smith (en), Jackson, et Pound (en).

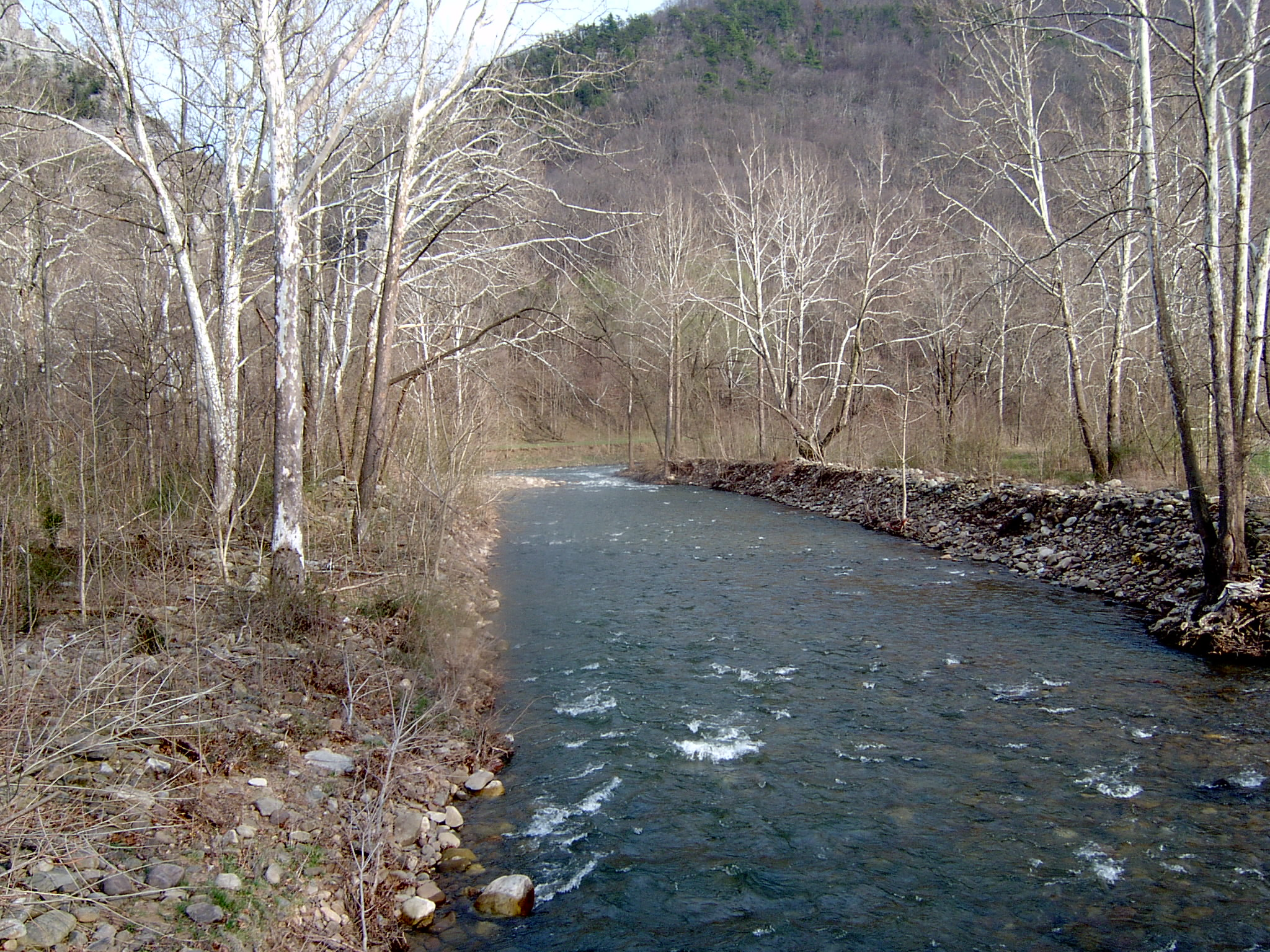
crique Seneca Creek dans l'extrémité Est de l'Ouest de la Virginie

Virginie-Occidentale : En 2008, didymo fut retrouvée dans la rivière Elk (en) dans le comté de Webster près de Webster Springs, dans la Glady Fork et la Gandy Creek, toutes deux dans le comté de Randolph,. L'algue a été découverte dans la Seneca Creek (en) dans le comté de Pendleton en 2009.

### En Amérique du Sud
Chili: En 2010, le Institut d'études géologiques des États-Unis (USGS) et le laboratoire chilien, Centre d'investigation des écosystèmes de la Patagonie (CIEP), confirmèrent l'identification de la diatomée D. geminata (didymo) formant des efflorescences extensives dans les rivières chiliennes de la région des Lacs dans les Andes à l'ouest d'Esquel, une ville de la province de Chubut en Argentine, avec des rapports provenant de la rivière Espolon et Futaleufu soit un total de plus de 56 km de rivière affectée,,.

## Nouvelle-Zélande
D. geminata fut découverte en Nouvelle-Zélande en 2004, pour la première fois dans l'hémisphère sud. Pour limiter sa diffusion, la totalité de l'île du Sud a été déclarée zone sous contrôle en décembre 2005. Une information extensive fut menée pour limiter la diffusion mais un nombre croissant de rivières ont été découvertes comme étant infectées.